# Restrepia contorta
Restrepia contorta, the Twisted Restrepia, là một loài lan đặc hữu của miền tây South America.
 Dữ liệu liên quan tới Restrepia contorta tại Wikispecies

## Hình ảnh

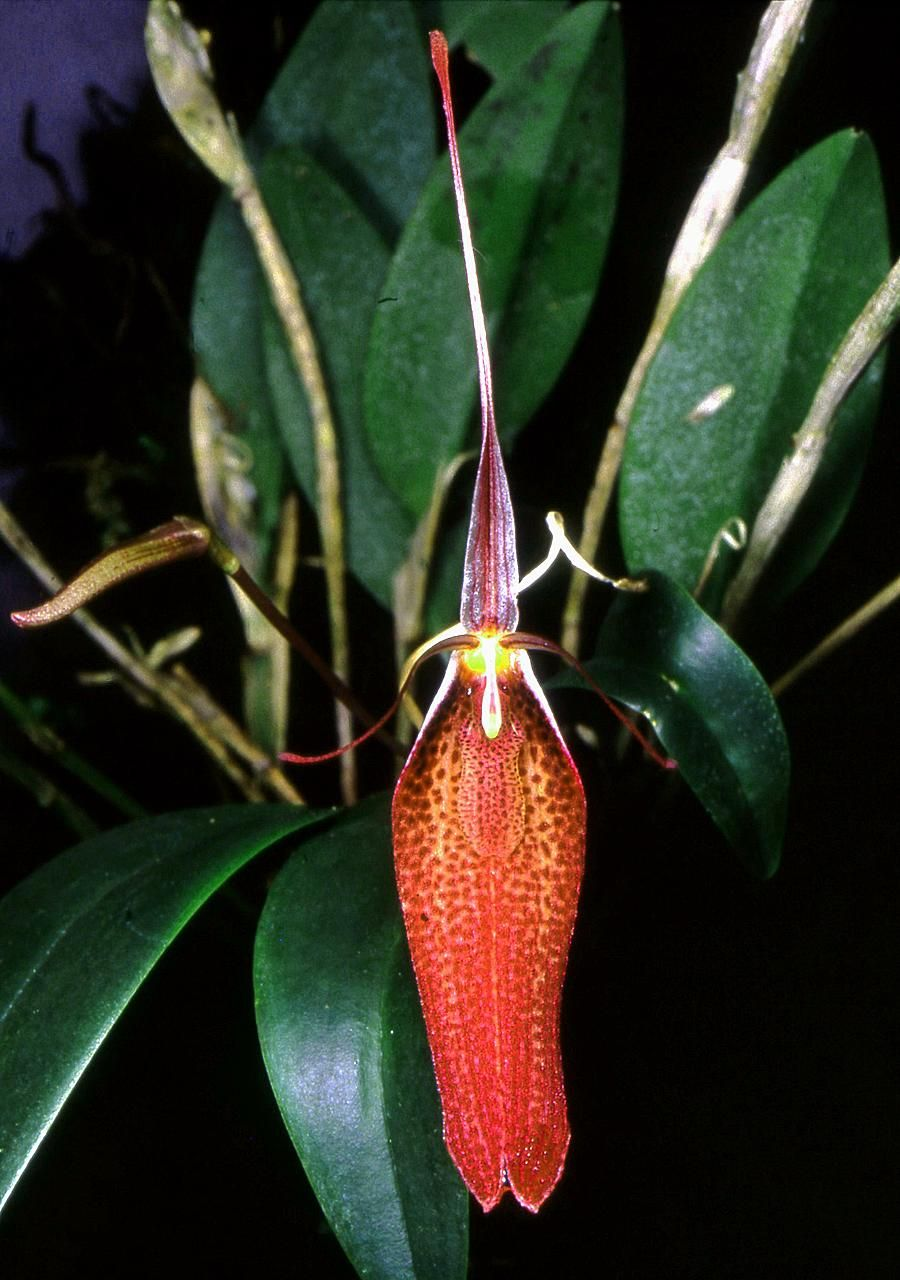